# Zoodiversity
«Zoodiversity», раніше «Vestnik Zoologii», «Вестник зоологии» — науковий журнал Інституту зоології ім. І. І. Шмальгаузена Національної академії наук України, публікує англійською мовою оригінальні дослідження в усіх напрямках зоології (за винятком суто прикладних): фауна і систематика, екологія, етологія, описова та порівняльна морфологія, фізіологія, зоологічні аспекти охорони природи тощо.
Великі за обсягом праці публікують як окремі випуски (Supplements).
Журнал має вільний доступ, всі статті та окремі випуски з 1967 року доступні на сайтах журналу.

## ISSN
- ISSN 2707-725X (друковане)
- ISSN 2707-7268 (електронне)

## Індексування і реферування
«Zoodiversity» індексується у Scopus, Thomson Scientific Master Journal list (Філадельфійський список), реферується в CAB Abstracts, Biological Abstracts, Zoological Record, Aquatic Science and Fisheries Abstracts (ASFA).

## Головні редактори
- Підоплічко Іван Григорович (протягом 1967—1975)
- Топачевський Вадим Олександрович (протягом 1975—1988)
- Акімов Ігор Андрійович (протягом 1988—2021)
- Харченко Віталій Олександрович (з 2021)